# 流亡诗集
《流亡诗集》收录的是中共建政后反对派群体和个人被中国政府驱逐或被迫流亡海外，以及虽人在中国国内但心灵流亡的诗作，该书以文学形式记录了民族情感，并揭露中共加诸于中国百姓的暴行作品或出自代表性流亡人士之手，或反映的内容在流亡领域具有一定代表性。本书已被美国国会图书馆收藏,。
纸本《流亡诗集》由美国六四文化传播协会（June Fourth Heritage & Culture Association）联合加州州立大学长堤分校亚洲学系出版发行，网版《流亡诗集》由六四文化传播协会授权美国自由亚洲电台在网发行,,,。
该书由诺贝尔和平奖得主、西藏精神领袖达赖喇嘛题写书名，序言作者为加州州立大学教授Teri S. Yamada。
主编为《六四诗集(Collection of June Fourth Poems)》主编蒋品超，策划与发行为美国宗教自由最高奖 “2007年度约翰·李德兰宗教自由奖(ERLC’s Religious Liberty Award) ” 得主傅希秋， 编委有六四学生领袖、美国民主教育基金会现任会长周锋锁；原《中国青年》杂志社会版主编凌沧洲；第十八届美国民主教育基金会”杰出民主人士奖”得主杜导斌；中国艺术研究院研究员张耀杰，等。
顾问有台湾中央研究院院士、美国普林斯顿大学教授、美国国会图书馆克鲁格人文与社会科学终身成就奖 (Kluge Prize rewards lifetime achievement) 得主余英时；香港市民支援爱国民主运动联合会主席、香港前立法会议员司徒华；香港《开放》杂志主编金钟；香港立法会议员、香港民主党主席何俊仁；世界反酷刑人权组织执行主任，师涛王小宁起诉雅虎人权案原告律师Morton Sklar；中国建制后早期民主诗人之一，美国匹兹堡受难城驻市作家，两度获美国赫尔曼哈默特言论自由作家奖黄翔；中国新诗“朦胧诗派”的代表人物之一，欧洲“尤利西斯奖”评委，国际笔会理事杨炼；普林斯顿中国学社执行主席、《纵览中国》网站主编陈奎德；台湾中华大学行政管理学系副教授、台湾教授协会法政组召集人曾建元；中国二十一世纪维权运动代表人物之一、法国无国界记者组织首次“中国奖”得主胡佳；中国二十一世纪维权运动代表人物之一郭飞雄；美国民主教育基金会前会长蒋亨兰；香港笔会前会长、香港政府文学委员会前主席、艺术发展局委员胡志伟，等。
本书出版发行遭受中国政府诸多阻扰。其中当年人在中国的本书编委之一凌沧洲受邀出席本书在洛杉矶的发行式，出关时在北京机场被当地警察阻止出境 。